# Station Sherburn-In-Elmet
Sherburn-In-Elmet is een spoorwegstation van National Rail in Selby in Engeland. Het station is eigendom van Network Rail en wordt beheerd door Northern Rail. 